# Karpowka (Kaliningrad)
Karpowka (russisch Карповка, deutsch Klein Dumbeln, 1938–1945 Kleinkranichfelde) ist ein Ort in der russischen Oblast Kaliningrad und liegt im Nordwesten des Rajon Osjorsk. Der Ort gehört zur kommunalen Selbstverwaltungseinheit Munizipalkreis Osjorsk.
Umbenannt in Karpowka wurde zwar der ehemalige deutsche Ort Klein Dumbeln, allem Anschein nach muss aber die ehemalige deutsche Ortsstelle Dumbeln/Kranichfelde mit Karpowka identifiziert werden, wo sich der Ort jedenfalls heute befindet und auch auf allen bekannten Karten eingezeichnet wurde. Die Ortsstelle Klein Dumbeln/Kleinkranichfelde ist verlassen.

## Geographische Lage
Karpowka liegt zwei Kilometer westlich von Krasnojarskoje (Sodehnen) und zwei Kilometer östlich von Kusmino (Kurschen).  Die nächste Bahnstation war bis 1945 Sodehnen an der Bahnstrecke Lyck–Insterburg, die dort nicht mehr existiert.

## Geschichte

### Allgemeines
Als Folge des Zweiten Weltkriegs wurde im Jahr 1947 der Ort Klein Dumbeln in Karpowka umbenannt. Auch im Kaliningrader Ortsverzeichnis von 1976 wurde Karpowka mit Klein Dumbeln identifiziert. Es deutet jedoch alles darauf hin, dass eigentlich der etwa vier Kilometer südöstlich gelegene Ort Dumbeln gemeint war, wo sich Karpowka jedenfalls heute befindet.
Bis zum Jahr 2008 war Karpowka in den Dorfsowjet bzw. Dorfbezirk Sadowski selski Sowet (okrug) eingegliedert. Von 2008 bis 2014 gehörte der Ort zur Landgemeinde Krasnojarskoje selskoje posselenije, von 2015 bis 2020 zum Stadtkreis Osjorsk. Seither ist er Teil vom Munizipalkreis Osjorsk.

### Klein Dumbeln
Das ehemalige Klein Dumbeln im Südosten des früher Bärenwinkel genannten Waldgebietes, das sich südöstlich der Stadt Tschernjachowsk (Insterburg) erstreckt (nicht zu verwechseln mit einer Ortschaft gleichen Namens im Kreis Goldap/Ostpreußen) war vor 1945 ein Ortsteil der Landgemeinde Dumbeln (1938–1945 Kranichfelde). Er gehörte zum Kreis Darkehmen (1939–1945 Landkreis Angerapp) im Regierungsbezirk Gumbinnen der preußischen Provinz Ostpreußen. Am 3. Juni 1938 – mit amtlicher Bestätigung vom 16. Juli 1938 – erhielt Klein Dumbeln den Namen Kleinkranichfelde.

### Dumbeln
Möglicherweise war Dumbeln der 1592 erwähnte und zwischen 1565 und 1590 entstandene Ort Laukegallen. Im Jahr 1818 lebten hier 112 Einwohner, deren Zahl bis 1863 auf 310 anstieg. 1925 lebten hier 220, 1933 209 und 1939 noch 199 Menschen.
Der Ort Dumbeln (1938–1945 Kranichfelde) bildete am 6. Mai 1874 zusammen mit neun weiteren Dörfern den Amtsbezirk Schillehlen (1938–1946 Sillenfelde) und gehörte zum Landkreis Darkehmen (1939–1945 Landkreis Angerapp) in der preußischen Provinz Ostpreußen. Der Ort war bis 1945 dem Standesamt Ballethen zugeordnet und die Kinder besuchten die Schule in Kurschen.

## Kirche
Kirchlich war die vor 1945 überwiegend evangelische Bevölkerung von Dumbeln bzw. Kranichfelde in das Kirchspiel Ballethen (heute russisch: Sadowoje) eingepfarrt. Es gehörte zum Kirchenkreis Darkehmen (1938–1946 Angerapp) in der Kirchenprovinz Ostpreußen der Kirche der Altpreußischen Union.
Nachdem in der Zeit der Sowjetunion kirchliches Leben unerwünscht war, gründeten sich nach 1992 wieder einzelne evangelische Gemeinden in der Oblast Kaliningrad. Die Karpowka am nächsten liegende ist die der Stadt Tschernjachowsk (Insterburg) mit Pfarrsitz für die Kirchenregion Tschernjachowsk, eingegliedert in die neu errichtete Propstei Kaliningrad in der Evangelisch-Lutherischen Kirche Europäisches Russland (ELKER).